# Подсрнетица (Босански Петровац)
Подсрнетица је насељено место у Босни и Херцеговини у општини Босански Петровац. Административно припада Федерацији Босне и Херцеговине, односно њеном Унско-санском кантону. Према попису становништва из 2013. у насељу је било 56 становника, а већинску популацију чинили су Срби.
Највећи део насеља Подсрнетица је након рата у БиХ ушао у састав општине Петровац у Републици Српској.

## Становништво
По последњем службеном попису становништва из 2013. године у овом насељу живело је 56 становника, а село је било етнички хомогено са већинском српском популацијом.
| Националност | 2013. | 1991.        | 1981.       | 1971.        |
| Срби         | —     | 131 (100,0%) | 69 (49,64%) | 213 (99,53%) |
| Југословени  | —     | 0            | 65 (46,76%) | 0            |
| остали       | —     | 0            | 5 (3,60%)   | 1 (0,47%)    |
| Укупно       | 56    | 131          | 139         | 214          |

## Знамените личности
- Триво Латиновић Гароња, народни херој Југославије.
- Богдан Ступар, генерал ЈНА, учесник Народноослободилачке борбе и носилац Партизанске споменице.